# 布雷斯地区莱萨尔
布雷斯地区莱萨尔（法語：Lessard-en-Bresse，法語發音：[lɛsaʁ ɑ̃ bʁɛs]）是法国勃艮第-弗朗什-孔泰大區索恩-卢瓦尔省的一个市镇，属于卢昂区。 

## 地理
布雷斯地区莱萨尔（46°44'26"N, 5°5'37"E）面积8.2 平方千米，位于法国勃艮第-弗朗什-孔泰大區索恩-卢瓦尔省，该省份为法国中部省份，北起顺时针与科多尔省、汝拉省、安省、罗讷省、卢瓦尔省、阿列省和涅夫勒省接壤。
与布雷斯地区莱萨尔接壤的市镇（或旧市镇、城区）包括：蒂雷、特龙希、韦里塞。
布雷斯地区莱萨尔的时区为UTC+01:00、UTC+02:00（夏令时）。

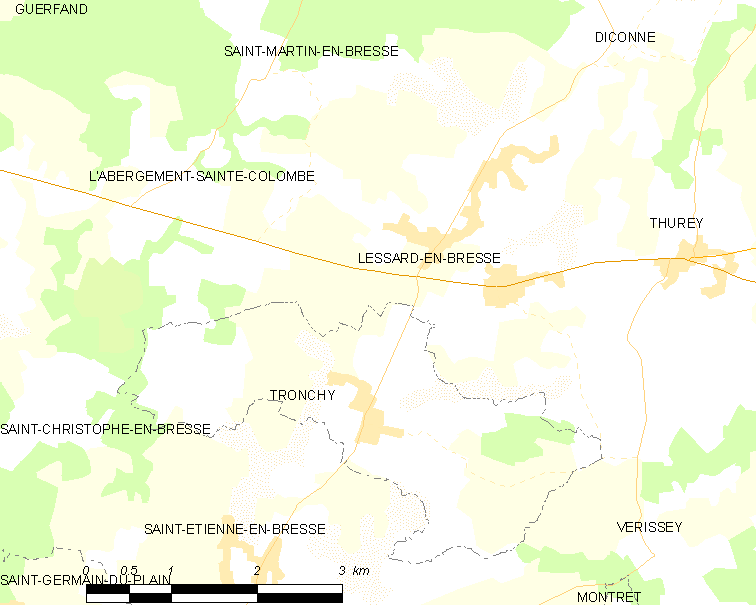
布雷斯地区莱萨尔的OSM定位图

## 行政
布雷斯地区莱萨尔的邮政编码为71440，INSEE市镇编码为71256。

## 政治
布雷斯地区莱萨尔所属的省级选区为索恩河畔乌鲁县。

## 人口

1962-2008年间布雷斯地区莱萨尔人口变化图示

布雷斯地区莱萨尔于2022年1月1日时的人口数量为562人。